# Grand Prix-wegrace van Joegoslavië 1976
De Grand Prix-wegrace van Joegoslavië 1976 was de vierde race van het wereldkampioenschap wegrace in het seizoen 1976. De race werd verreden op 23 mei 1976 op het stratencircuit Opatija, in Joegoslavië langs de kust van de Kvarnergolf tussen Opatija en Rijeka. 

## Algemeen
Het besluit van de FIM op haar voorjaarscongres om een apart wereldkampioenschap voor stratencircuits in het leven te roepen werd met hoongelach begroet. Dit werd gedaan onder grote druk van de Auto-Cycle Union om de Isle of Man TT een nieuwe WK-status te geven. Andere organisatoren met stratencircuits, zoals Imatra, Opatija en de Nürburgring zagen hier echter een bedreiging in, want zij wilden absoluut niet tot een "tweederangs" WK veroordeeld worden. Opatija was al afgekeurd door de sportcommissie van de FIM en zou in 1976 voor de laatste keer een WK herbergen. Uiteindelijk werd het vertrek van Opatija tot 1978 uitgesteld, in afwachting van de bouw van het Automotodrom Grobnik. 
De GP van Joegoslavië boette nogal wat aan belang in omdat de 500cc-klasse er niet reed en veel topcoureurs kozen voor de Formule 750 race op het circuit van Nijvel en een lucratieve internationale race in Oostenrijk.

## 350 cc
Olivier Chevallier won in Joegoslavië, nadat Giacomo Agostini met zijn MV Agusta 350 4C opnieuw snel was gebleken, maar voor de vierde keer liet de machine hem in de steek. Chas Mortimer werd met zijn speciale Maxton-Yamaha tweede en Takazumi Katayama (Yamaha) werd derde.

### Uitslag 350 cc
| Pos | Coureur            | Merk          | Tijd      | Punten |
| --- | ------------------ | ------------- | --------- | ------ |
| 1   | Olivier Chevallier | Yamaha        | 57' 52" 4 | 15     |
| 2   | Chas Mortimer      | Maxton-Yamaha | +10" 6    | 12     |
| 3   | Takazumi Katayama  | Yamaha        | +17"      | 10     |
| 4   | Bruno Kneubühler   | Yamaha        | +1' 23" 4 | 8      |
| 5   | Tom Herron         | Yamaha        | +1' 56"   | 6      |
| 6   | Gérard Choukroun   | Yamaha        | +2' 25" 7 | 5      |
| 7   | Patrick Pons       | Yamaha        | +2' 27" 2 | 4      |
| 8   | Kjell Solberg      | Yamaha        | +1 ronde  | 3      |
| 9   | Bo Granath         | Yamaha        | +1 ronde  | 2      |
| 10  | Claudio Loigo      | Yamaha        | +1 ronde  | 1      |
| 11  | Victor Soussan     | Yamaha        | +1 ronde  |        |
| 12  | Peter Baláž        | Yamaha        | +4 ronden |        |
| DNF | Giacomo Agostini   | MV Agusta     |           |        |

## 250 cc
In de 250cc-race leidde Walter Villa (Harley-Davidson) negen ronden lang, maar toen ging zijn machine stuk en kon Dieter Braun (Yamaha) de kop overnemen en winnen. Tom Herron (Yamaha) werd tweede en Olivier Chevallier (Yamaha) werd derde. Villa's teamgenoot Gianfranco Bonera was achterop geraakt en kwam ondanks de snelste ronde niet verder dan de zevende plaats.

### Uitslag 250 cc
| Pos | Coureur            | Merk            | Tijd      | Punten |
| --- | ------------------ | --------------- | --------- | ------ |
| 1   | Dieter Braun       | Yamaha          | 50' 19" 8 | 15     |
| 2   | Tom Herron         | Yamaha          | +6" 7     | 12     |
| 3   | Olivier Chevallier | Yamaha          | +7"       | 10     |
| 4   | Patrick Fernandez  | Yamaha          | +14" 9    | 8      |
| 5   | Chas Mortimer      | Maxton-Yamaha   | +16" 9    | 6      |
| 6   | Bruno Kneubühler   | Yamaha          | +28" 2    | 5      |
| 7   | Gianfranco Bonera  | Harley-Davidson | +29" 7    | 4      |
| 8   | Pentti Korhonen    | Yamaha          | +35"      | 3      |
| 9   | János Drapál       | Yamaha          | +37" 3    | 2      |
| 10  | Patrick Pons       | Yamaha          | +1'       | 1      |
| 11  | Eero Hyvärinen     | Yamaha          | +1' 13" 6 |        |
| 12  | Henk van Kessel    | Yamaha          | +1' 34" 5 |        |
| 13  | Philippe Bouzanne  | Yamaha          | +1' 35" 3 |        |
| 14  | Peter Baláž        | Jawa            | +1' 41" 3 |        |
| 15  | Børge Nielsen      | Yamaha          | +2' 17"   |        |
| 16  | Pentti Salonen     | Yamaha          | +1 ronde  |        |
| 17  | Victor Soussan     | Yamaha          | +1 ronde  |        |
| 18  | Hans Müller        | Yamaha          | +1 ronde  |        |
| 19  | Kjell Solberg      | Yamaha          | +1 ronde  |        |
| 20  | Bo Granath         | Yamaha          | +1 ronde  |        |
| 21  | Tatemo Chujero     | Yamaha          | +1 ronde  |        |
| DNF | Walter Villa       | Harley-Davidson |           |        |

## 125 cc
Ángel Nieto (Bultaco) ging in de 125cc-klasse zeven ronden lang aan de leiding, maar viel toen. Pier Paolo Bianchi (Morbidelli) won zijn derde race, maar zijn teamgenoot Paolo Pileri werd slechts derde achter Henk van Kessel met de zelf gebouwde Condor. 

### Uitslag 125 cc
| Pos | Coureur            | Merk       | Tijd      | Punten |
| --- | ------------------ | ---------- | --------- | ------ |
| 1   | Pier Paolo Bianchi | Morbidelli | 47' 23" 1 | 15     |
| 2   | Henk van Kessel    | Condor     | +7" 9     | 12     |
| 3   | Paolo Pileri       | Morbidelli | +11" 2    | 10     |
| 4   | Stefan Dörflinger  | Morbidelli | +2' 38" 3 | 8      |
| 5   | Xaver Tschannen    | Maico      | +1 ronde  | 6      |
| 6   | Cees van Dongen    | Morbidelli | +1 ronde  | 5      |
| 7   | Rolf Blatter       | Maico      | +1 ronde  | 4      |
| 8   | Eugenio Lazzarini  | Morbidelli | +1 ronde  | 3      |
| 9   | Hans Müller        | Yamaha     | +1 ronde  | 2      |
| 10  | Peter Frohnmeyer   | Nava-DRS   | +1 ronde  | 1      |
| 11  | Boris Bajc         | Yamaha     | +2 ronden |        |
| 12  | Bedřich Fendrich   | Ravo       | +2 ronden |        |
| 13  | Peter Szabó        | MZ         | +2 ronden |        |
| DNF | Ángel Nieto        | Bultaco    | val       |        |

## 50 cc
Ulrich Graf (Kreidler) nam in de 50cc-race in de tweede ronde de leiding en stond die niet meer af. Ángel Nieto (Bultaco) was weliswaar in de training het snelste, maar werd slechts derde, achter Herbert Rittberger met zijn Kreidler. 

### Uitslag 50 cc
| Pos | Coureur            | Merk     | Tijd      | Punten |
| --- | ------------------ | -------- | --------- | ------ |
| 1   | Ulrich Graf        | Kreidler | 42' 09"   | 15     |
| 2   | Herbert Rittberger | Kreidler | +7"       | 12     |
| 3   | Ángel Nieto        | Bultaco  | +21" 4    | 10     |
| 4   | Stefan Dörflinger  | Kreidler | +21" 9    | 8      |
| 5   | Rudolf Kunz        | Kreidler | +1' 09" 1 | 6      |
| 6   | Pierre Audry       | ABF      | +1' 30"   | 5      |
| 7   | Aldo Pero          | Kreidler | +2' 06" 3 | 4      |
| 8   | Cees van Dongen    | Kreidler | +2' 27" 4 | 3      |
| 9   | Rolf Blatter       | Kreidler | +3' 02" 7 | 2      |
| 10  | Günter Schirnhofer | Kreidler | +1 ronde  | 1      |
| 11  | Zbynĕk Havrda      | Kreidler | +1 ronde  |        |
| 12  | Bedřich Fendrich   | Kreidler | +1 ronde  |        |
| 13  | Nevio Paliska      | Tomos    | +2 ronden |        |
| 14  | Robert Lavér       | Kreidler | +3 ronden |        |
| 15  | Boris Bajc         | Kreidler | +3 ronden |        |
| 16  | Boris Maruza       | Kreidler | +3 ronden |        |
| 17  | Vilko Sever        | Kreidler | +3 ronden |        |

1972 · 1973 · 1974 · 1975 · 1976 · 1977 · 1978 · 1979 · 1980 · 1981 · 1982 · 1983 · 1984 · 1985 · 1986 · 1987 · 1988 · 1989 · 1990